# Andy Amadi Okoroafor
Andy Amadi Okoroafor est un réalisateur nigérian né le 8 février 1966 à Bauchi.

## Biographie
Né au Nigeria, au début de la guerre du Biafra, il vit au sud du Nigeria jusqu'à son arrivée en Europe pour suivre des études de cinéma. Il obtient son diplôme au Conservatoire libre du cinéma français puis réalise son premier documentaire sur Xuly Bët au début des années 1990. Il devient alors directeur artistique pour différents défilés dans le monde.
En 1999, il crée le magazine Clam pour montrer la créativité débordant des artistes visuels en mal de reconnaissance. Clam devient vite une référence underground. Andy Amadi Okoroafor devient ensuite directeur artistique de la maison des disques Virgin. Il a à gérer les visuels, clip vidéos, pochettes, pubs, affiches, pour les artistes aussi divers que Françoise Hardy, Julien Clerc, Manu Chao, Doc Gyneco, Benjamin Biolay, Les Rita Mitsouko ou Mickey 3d.
Il quitte Virgin France, et retourne à Clam.
Il réalise son premier film, Relentless (en). Ce film est tourné à Lagos et projeté dans plusieurs festivals. Le film est accueilli favorablement, la plupart du temps félicité pour sa cinématographie et la bande sonore.

## Filmographie partielle
- 2010 : Relentless (en)